# Georges Séféris
Georges Séféris (en grec : Γιώργος Σεφέρης / Giórgis Seféris, prononcé : /ˈʝorɣos seˈferis/), de son vrai nom Geórgios Seferiádis (Γεώργιος Σεφεριάδης), est un poète grec lauréat du prix Nobel de littérature en 1963. Il est né le 13 mars 1900 à Smyrne, l'actuelle Izmir, soit le 28 février 1900 dans le calendrier julien, en vigueur dans l'Empire ottoman à l'époque, et mort le 20 septembre 1971 à Athènes. Son enfance sur les rivages de l'antique Ionie, à Smyrne et Clazomènes, dans cette patrie perdue après la Grande Catastrophe de 1922, a marqué la poésie de Georges Séféris qui se définissait lui-même comme « non pas Grec mais hellénique » : il affirmait par là son appartenance à « ce qui n'est pas seulement l'humble petit pays balkanique », mais l'immense espace spirituel du Grand Hellénisme dans sa continuité ininterrompue de plus de vingt-cinq siècles. En 1963, on lui décerne le Prix Nobel de littérature.

## Biographie

### De la patrie ionienne à Athènes (1900-1918)
Georges Séféris est l'aîné des trois enfants de Stélio (Stylianos) Séfériadès et de Despo (Despina) Ténékidès. Il naît le 13 mars 1900 (29 février du calendrier julien) à Smyrne : cette ville cosmopolite, où la civilisation de l'antique Ionie affleure dans le présent, et où règne une bourgeoisie éclairée de négociants, est à cette époque un brillant foyer de culture hellénique ; Séféris y connaît une enfance heureuse dans un milieu aisé. Son père, docteur en droit de l'université d'Aix-en-Provence et plus tard professeur de droit international à Athènes, est à la tête d'un florissant cabinet d'avocats ; il sera plus tard l'un des collaborateurs directs de l'homme d'État Elefthérios Venizélos ; parfait francophile, il s'intéresse aussi à la poésie et à la traduction : il a publié un recueil de poèmes en 1939, une traduction en grec démotique de Sophocle, et il est considéré comme le meilleur traducteur de Lord Byron. Quant à la mère, Despo Ténékidès, femme bienveillante et respectée de tous, elle appartient à une famille de riches propriétaires terriens, qui possèdent le domaine de Skala de Vourla, l'antique Clazomènes avec l'îlot d'Anaxagore, à une cinquantaine de kilomètres au sud de Smyrne ; l'été, la famille y passe les vacances, et ce petit port où se sont épanouies ses années d'enfance restera à jamais pour Georges Séféris sa véritable patrie, « comme un jardin des Mille et Une Nuits où tout était magique », dit-il. C'est dans ce monde de marins et de caïques que l'enfant a appris à aimer la mer, dont le thème sera si présent dans son imaginaire de poète.
Georges Séféris fait ses études primaires au lycée grec de Smyrne, et ses études secondaires dans un lycée privé français ; il acquiert une parfaite maîtrise de la langue française. En 1914, à la suite des succès militaires grecs remportés sur la Turquie durant les guerres balkaniques, les autorités turques multiplient arrestations, passages à tabac et persécutions contre les Grecs d'Asie Mineure. On arrache à Séféris ses livres grecs et on veut lui imposer le turc. Ce climat de tension et d'insécurité oblige la famille Séfériadès à quitter Smyrne en juillet 1914 pour s'installer à Athènes, où le jeune homme termine sa scolarité secondaire. Mais les dramatiques évènements politiques qui se déroulent à Athènes donnent lieu à un schisme national suivi par les vêpres grecques de décembre 1916 ; des manifestations de haine à l'égard des Grecs d'Asie Mineure et des vénizélistes ébranlent profondément l'adolescent et sont à l'origine de son hostilité définitive à la monarchie grecque. La violence de ces circonstances politiques va donner naissance à l'un des thèmes majeurs de la pensée de Seféris, celui des deux Grèce qu'il développe dans son Journal et sa poésie, avec son corollaire, la notion d'injustice : « En Grèce il y a deux races : la race de Socrate et la race d'Anytos, de Mélétos et de Lycon. La première fait la grandeur du pays ; la seconde agit en sens opposé ». En juin 1918, le jeune Seféris a achevé ses études au lycée, tandis que son père s'apprête à jouer un rôle clef auprès de Venizélos après la victoire alliée à laquelle la Grèce a pris part.

### Les années de formation et d'épreuve (1918-1934)
À partir de juillet 1918, Despo Séfériadès, avec ses trois enfants, rejoint son époux à Paris où celui-ci s'est installé comme avocat. De 1918 à 1924, Seféris poursuit des études de droit à Paris, pour répondre au désir de son père, mais il s'intéresse surtout à la littérature. Dès lors, sa francophilie et sa profonde admiration pour les écrivains français ne vont plus cesser de s'approfondir. Les années vécues à Paris sont heureuses et fécondes : « J'ai vécu six ans et demi à Paris, riches années auxquelles je me suis donné de toute mon âme, aimant chaque instant, chaque endroit, chaque pierre ».

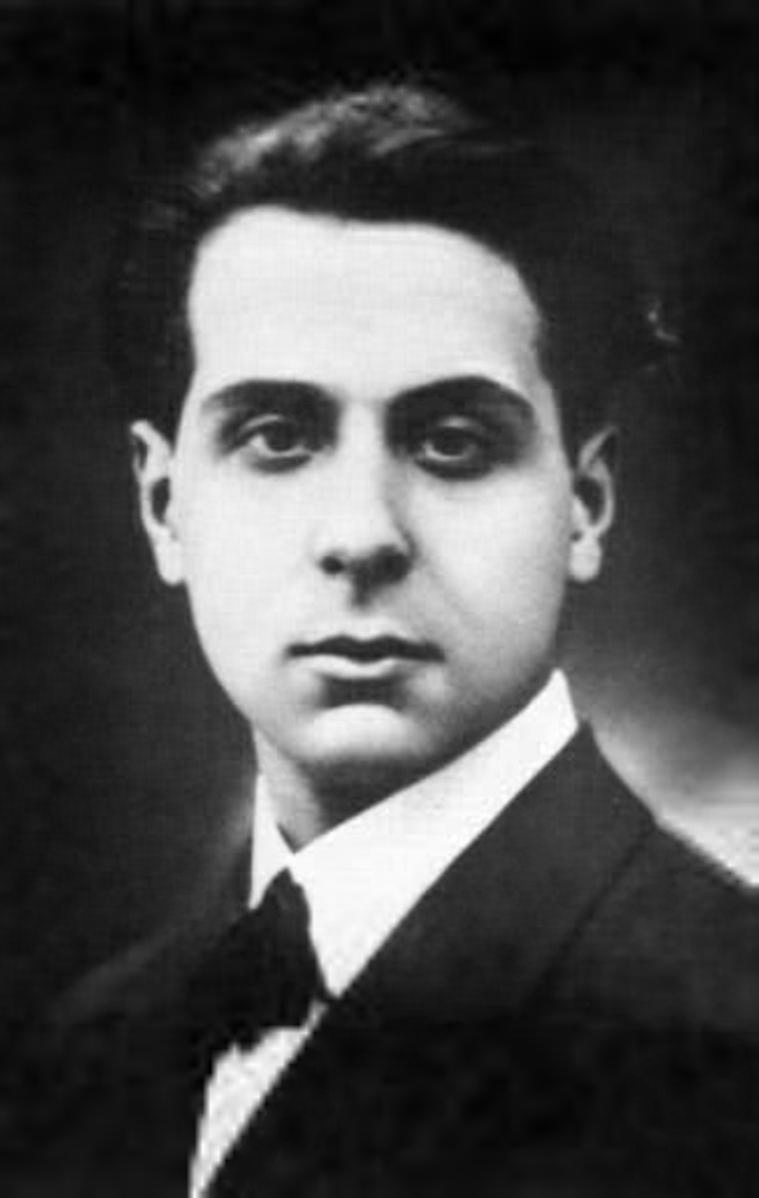
Georges Séféris étudiant, en 1921.

Il publie son premier poème en 1920, dans une revue estudiantine, sous le nom de Georges Skaliotis (c'est-à-dire de Skala). Il lit la Nouvelle Revue Française, s'intéresse aux idées de Julien Benda, Rémy de Gourmont, et Alain, tout en fréquentant le Vieux-Colombier et le Théâtre-Français, en quête d'une évolution pour la littérature et la langue grecque ; en poésie, il subit l'influence de Jules Laforgue, mais c'est Paul Valéry qui devient son maître.
C'est à Paris qu'il apprend la fin de la guerre gréco-turque, le déracinement de près d'un million et demi de Grecs d’Asie mineure, et la destruction de Smyrne par les Turcs dans le feu et dans le sang, en septembre 1922 : cette Grande Catastrophe, « tragédie sans catharsis », comme il l'écrit lui-même, a un profond retentissement sur sa sensibilité de poète et sur sa réflexion quant au destin de l'hellénisme. Il vit ce drame de l'intérieur, comme smyrniote et Ionien, chassé une première fois de sa terre natale par la guerre et le génocide, coupé de ses racines vitales, et mesurant à présent le rétrécissement de l'hellénisme dans les frontières étroites du « jeune État helladique ».
 En juin 1924, sa licence en droit achevée, il éprouve l'urgence d'un retour en Grèce, mais son père a décidé qu'il devait s'engager dans la carrière diplomatique, et il lui faut apprendre parfaitement l'anglais pour réussir l'examen du ministère des Affaires étrangères. Il se rend à Londres à l'été 1924 pour un séjour de six mois, et, de retour en Grèce en février 1925, devant un climat politique lourd et les médiocrités du « Landerneau littéraire » athénien, Séféris note bientôt dans son Journal : « Toujours la même angoisse, le même désespoir devant ma situation : je suis un homme d'un autre pays enraciné dans la culture française. »
À la fin de 1926, après sa réussite au concours du ministère des Affaires étrangères, il est attaché au service de ce ministère et écrit ses premières œuvres. D'une sensibilité extrême qui confine à la faiblesse de caractère, Séféris s'efforce, à cette époque, de résister à cet aspect de sa personnalité. Ce n'est donc pas par hasard qu'il traduit en grec La soirée avec M. Teste de Paul Valéry (1928). Sans aboutir cependant à la sécheresse et à l'insensibilité de Monsieur Teste, il parvient à maîtriser une sensibilité « rentrée dans le rang et remise à sa juste place », dira-t-il. Ayant découvert le haïku à Paris, il le pratique abondamment entre 1926 et 1929. Il compose Fog, Lettre de Mathias Pascalis, et en 1930, Boulevard Syngrou. Mais c'est la publication du recueil Strophi, qu'il signe du nom de plume de Georges Séféris, en mai 1931, qui le fait vraiment connaître : en Grèce, Kostís Palamás, et en France Philéas Lebesgue par leurs articles, attirent l'attention de la critique sur ce recueil novateur, en ce sens qu'il marque vraiment un « tournant » de la poésie grecque. Mais la critique athénienne, y compris Palamás, attaque Séféris pour cette tentative de rivaliser avec la poésie pure et son imitation servile de Valéry, Mallarmé et Léon-Paul Fargue. Seféris, ulcéré, réplique à partir d'octobre 1931 avec un poème hermétique, de « stricte obédience valérienne », intitulé La Citerne : c'est un échec cuisant et une impasse, dont le poète lui-même éprouve rapidement le besoin de sortir.
En septembre 1931, Séféris est nommé vice-consul de Grèce à Londres, fonction qu'il occupera jusqu'en janvier 1934. Il fréquente alors très assidument les salles de concert, où il entend Stravinsky et Ravel diriger leurs propres œuvres : il réfléchit au privilège des génies, Bach, Beethoven, Eschyle, qui font approcher du sentiment d'éternité. Or, inspiré par l'audition du Sacre du Printemps, il écrit le poème en prose Nijinski, sorte de témoignage de son expérience spirituelle et de l'issue à sa propre crise poétique. Simultanément, deux autres événements contribuent à libérer Séféris et à ouvrir la voie à la création nouvelle : peu avant Noël 1931, il achète dans une librairie la mince plaquette du poème Marina, l'œuvre de T. S. Eliot : la découverte capitale de l'œuvre d'Eliot dépasse la question de l'influence : c'est la rencontre d'un poète avec son frère d'élection. Et début janvier 1932, il note, dans un élan de confiance retrouvée, la définition qu'Alain donne de l'artiste, « l'indomptable, l'ingouvernable artiste, homme-rocher... » Dès lors, Georges Séféris surmonte son pessimisme et trouve le chemin de son être ; il compose plusieurs poèmes majeurs, entre autres, Sur un vers étranger, premier poème de la maturité, et le recueil Mythologie.

### En Grèce (1934-1940)
En février 1934, Georges Séféris rentre à Athènes où il est muté au ministère des Affaires étrangères ; c'est le moment où son père, professeur de droit international, est élu recteur de l'université d'Athènes et devient membre de l'Académie. Il achève Mythologie en décembre de la même année, et ce poème, constitué de vingt-quatre fragments, publié en mars 1935, marque l'accès de Séféris à sa pleine maturité ; en témoignent l'effacement du moi, le recours au mythe collectif à l'intérieur du verset ou de la séquence, et une sensibilité parfaitement maîtrisée pour chanter « le chagrin de la Grécité » : l'hypothèque d'Eliot est maintenant totalement levée. Mythologie sera lu et apprécié beaucoup plus tard, par la génération de la défaite, de 1950 à 1967, avant de devenir le grand classique de la poésie grecque moderne.
 Georges Séféris commence à fréquenter le cercle des jeunes écrivains de l'avant-garde grecque. C'est ainsi qu'il collabore à la revue des Lettres Nouvelles, côtoyant les critiques littéraires Georges Katsímbalis et Andréas Karantónis, mais aussi le jeune Odysséas Elýtis, auquel il prodigue ses conseils. Dans cette période de renouveau des lettres grecques, et au cœur de l'effervescence littéraire d’Athènes, sa production est abondante ; il traduit The Waste Land de T. S. Eliot et publie en mai 1936 un essai sur ce poète anglais quasiment inconnu à cette époque en Europe ; il traduit également Je vous écris d'un pays lointain d'Henri Michaux, compose et publie Gymnopédie entre mars et octobre 1935, ainsi que plusieurs essais, sur Andreas Calvos, Sur une phrase de Pirandello et sur La langue grecque. Durant plusieurs années, il noue avec son beau-frère, le philosophe Constantin Tsatsos, un fructueux « Dialogue sur la poésie ». Mais en Grèce la situation politique est en pleine déliquescence : une tentative de coup d'État ourdie le 1er mars 1935 par des officiers vénizélistes échoue, et entraîne une lamentable chasse aux vénizélistes dans l'armée mais aussi dans les administrations ; c'est ainsi que le père du poète, Stélio Séfériadès, est destitué de sa chaire de professeur à l'Université d'Athènes. En novembre de la même année, Georges Séféris déplore la « petitesse et la mesquinerie » de Vénizélos qui, depuis Paris, vient de cautionner le retour sur le trône du roi Georges II ; ce climat d'avilissement politique retentit en tristesse, en angoisse ou en dérision grinçante dans les vers écrits à cette époque, en particulier dans les poèmes Boulevard Syngrou bis, Santorin et Mycènes où s'exprime un désir d'engloutissement ; l'histoire tragique de la Grèce ne va plus cesser de faire irruption dans les vers de Séféris :

« Ce pays, ton pays — sang et ombre — 

Qui sombre comme le vaisseau pour lequel l'heure du naufrage a sonné. »

— G. Séféris, La Pierre aux loups.

Avec la mort de Vénizélos en avril 1936, une page de l'histoire de la Grèce se clôt. Séféris assiste aux funérailles de l'homme d'État à La Canée, et « l'indicible dégoût des mœurs politiciennes » qu'il éprouve à cette époque, accentue son exil intérieur. En juillet 1936, il rencontre celle qui deviendra sa femme, Marô Zannou. La dictature de Ioánnis Metaxás à partir du 4 août 1936 bouleverse tout, en instaurant une sévère censure ; cette situation de cauchemar lui inspire les poèmes du « cycle du 4 août », en particulier À la manière de G.S., dont le premier vers est célèbre entre tous : 

« Où que me porte mon voyage, la Grèce me fait mal. »

— À la manière de G.S.
À l'automne, Séféris reçoit une affectation-brimade : il est nommé vice-consul à Koritsa, en Albanie, poste sans intérêt où il se sent en exil, mais il reste cependant en contact épistolaire avec Odysséas Elýtis. Il commence à s'intéresser à Cavafy, et traduit Exile's Letter, extrait d'Ezra Pound. Au début de 1938, il regagne Athènes avec la fonction de chef du Bureau de la presse étrangère : il est chargé d'avoir des relations suivies avec les correspondants de la presse étrangère pour les tenir informés de la politique grecque, au moment où la Grèce observe une position de neutralité entre les Alliés et les forces de l'Axe. C'est le poste le plus difficile de la carrière de Séféris. Durant cette période où la politique tient une place si importante à la fois en Grèce et dans la vie de Seféris, le poète qu'il est refuse farouchement tout engagement : s'il souhaite, comme il l'a dit, être « un écrivain sans politique et un citoyen sans littérature », s'il désapprouve les prises de positions de Kazantzakis et l'embrigadement d'Aragon et d'Éluard, il condamne tout autant l'inutile retrait dans une tour d'ivoire.

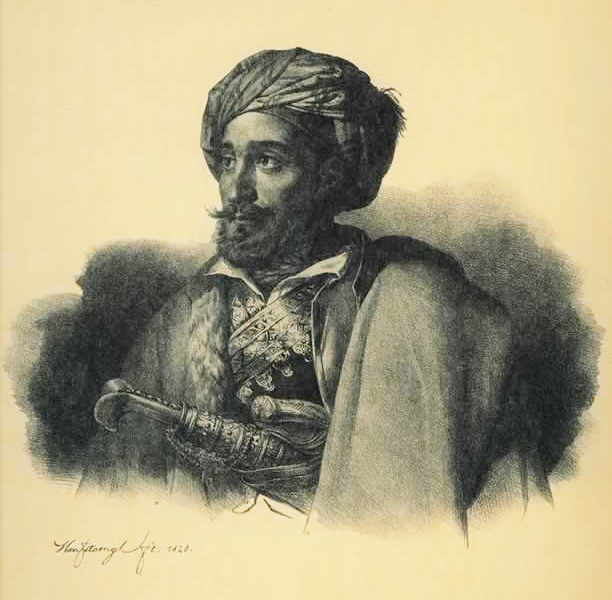
Yannis Macriyannis (1797-1864), combattant héroïque de la Guerre d'indépendance grecque. « Macriyannis est resté pour moi le plus humble mais le plus solide de mes maîtres. » (Georges Séféris, Essais).

La signature des accords de Munich, le 30 septembre 1938, sonne le glas de l'Europe pour Séféris ; le sentiment de la mort spirituelle de l'Europe, prélude à sa mort matérielle, laisse le poète seul et accablé, tandis que se prépare la grande boucherie. Les poèmes du cycle munichois comme « La volonté d'oubli », « Notre soleil » ou « Le dernier jour » traduisent l'aveuglement, le « somnambulisme collectif » et la politique de l'autruche. La capitulation de la Tchécoslovaquie, le 15 mars 1939, lui inspire le poème « Printemps après J.-C. ». Continuant à explorer la poésie, il découvre et traduit Pierre-Jean Jouve et D. H. Lawrence, rencontre André Gide en avril 1939, ainsi qu'Henry Miller et D. H. Lawrence, à partir de septembre, chez Georges Katsimbalis à Maroussi ; ensemble, ils ont de longues conversations ; Séféris dédie à l'écrivain américain le poème « Les Anges sont blancs ». Les deux hommes deviendront de grands amis. L'année suivante sont publiés Cahier d'études (1928-1937), Journal de bord I et Poèmes I, alors que sévit la censure. Il s'intéresse de plus en plus à Macriyannis, et considère qu'il est de son devoir de rédiger une étude sur cette « âme forte et entière », en ces temps d'abaissement où le peuple grec cherche son âme. De février à juin 1940, il assiste avec désespoir à l'impossible neutralité du gouvernement de Métaxás, et la Grèce lui semble morte. La France ne résiste pas mieux : le 17 juin 1940, elle s'effondre, sous le gouvernement de Philippe Pétain qui signe l'armistice et instaure peu après le régime de Vichy. « Des généraux bardés de décorations et radoteurs capitulent sans se battre » : devant cette débâcle française, Séféris est profondément affligé, il note dans son Journal : « Un pays qui m'a éduqué et que j'ai vraiment aimé. »
 Le 28 octobre 1940, l'Italie de Benito Mussolini envahit la Grèce, la guerre est déclarée. Le peuple grec se bat avec bravoure, dans un élan collectif de patriotisme où Séféris voit « le signe annonciateur d'un nouveau printemps de l'hellénisme ».

### L'exil et la diplomatie (1941-1962)
La mort de Metaxás fin janvier 1941, et la débandade du gouvernement et de l'état-major grecs créent un climat de panique, bientôt aggravé par le suicide du premier ministre Alexandros Koryzis et l'invasion allemande, à partir du 6 avril 1941.
Georges Séféris épouse Marô Zannou le 10 avril 1941, et pour échapper à l'occupation, le couple s'exile avec le gouvernement grec libre, en Crète d'abord et aussitôt après au Caire en Égypte. En juin 1941, Séféris apprend avec consternation qu'il est nommé conseiller à la légation grecque à Prétoria, en Afrique du Sud ; exclu du combat que mène la Grèce pour sa liberté, malgré la famine qui règne dans ce pays, il se sent étranger en Afrique du sud pour laquelle il n'a qu'antipathie ; son amertume n'est dissipée que par son travail sur Constantin Cavafy et Andréas Calvos. Il est rappelé au Caire en mai 1942, où il est nommé Haut Commissaire à l'information ; dans cette ville, il déploie une intense activité créatrice, et projetant même de publier une revue qui devait s'intituler Eunostos, « le port du bon retour », d'après le nom d'un port d'Alexandrie ; il publie ses Essais, puis Journal de bord II dont fait partie le poème Un vieillard au bord du fleuve, daté du 20 juin 1942, où se fait sentir à la fois la sagesse d'Héraclite et l'esprit des Quatuors d'Eliot. Séféris partage son temps entre Le Caire, Alexandrie et Jérusalem ; dans cette dernière ville, il est impressionné par le camp des réfugiés et déplacés de tous pays, entassés derrière des barbelés, et songe que « la civilisation européenne a bel et bien fait faillite ». En mai 1943, il prononce devant près de mille quatre cents personnes à Alexandrie, une conférence sur « Macriyannis, un Grec ». À l'été 1943, des négociations s'ouvrent sur le régime à adopter après la guerre, entre des partisans de toutes tendances politiques. Mais cette « délégation des montagnes », venue à cet effet au Caire, est presque éconduite par les Britanniques, et Séféris pressent qu'une guerre civile à l'issue de la guerre n'est pas à exclure.
En 1944, le retrait des forces allemandes qui commencent à évacuer la Grèce permet à un paquebot anglais de ramener à Athènes le gouvernement en exil, le 22 octobre 1944 ; Séféris note à cette date dans son Journal : « Le plus beau jour du monde, le plus léger ». Mais la trève établie entre les divers mouvements de libération grecs ne dure que quarante-cinq jours ; les tragiques combats de décembre 1944 entre partisans grecs de gauche (EAM et ELAS) et résistants royalistes soutenus par les Anglais font rage à Athènes. Dès la fin de ce sanglant mois de décembre 1944, Seféris, las et désabusé, décide de prendre ses distances avec la diplomatie active, pour mieux se consacrer à la poésie, « la seule chose par laquelle je puisse être vraiment utile aux autres », écrit-il dans son Journal ; mais il doit y renoncer car le 1er janvier 1945 il est nommé directeur de cabinet de Mgr. Damaskinos, devenu régent de Grèce. À ce poste-clef et éprouvant, Seféris a de lourdes responsabilités, dont il s'acquitte avec un sens élevé du devoir pendant dix-huit mois. Malgré les missions et les déplacements dont il est chargé, il rencontre le peintre Yannis Tsarouchis, s'intéresse au peintre naïf Theophilos Hadjimichaïl et en mai 1946, assiste aux réceptions données à Athènes en l'honneur de Paul Éluard. Le 1er septembre 1946 un referendum entérine le retour du roi Georges II, et met fin du même coup à la régence : Séféris demande alors et obtient un congé de deux mois qu'il passe avec son épouse, en octobre et novembre 1946, sur l'île de Poros, dans une belle demeure surplombant la mer, la villa Sérénité (Γαλήνη),. Là, tous les matins il lit un chant d'Homère, prépare une importante conférence sur Cavafy, en achève une autre sur Erotocritos et compose l'un de ses plus importants poèmes, La Grive (en grec moderne Κίχλη), poème de 211 vers en trois parties. La fécondité poétique de ce séjour dans la douceur et la sérénité de Poros marque un tournant dans la création de Séféris : « Je pars en emportant quelques idées sur la lumière. C'est la chose la plus importante que j'ai découverte », écrit-il dans son Journal en décembre 1946, le jour de son départ ; en effet, la lumière sera désormais « la réalité essentielle, le fondement » de sa vie et de son œuvre.

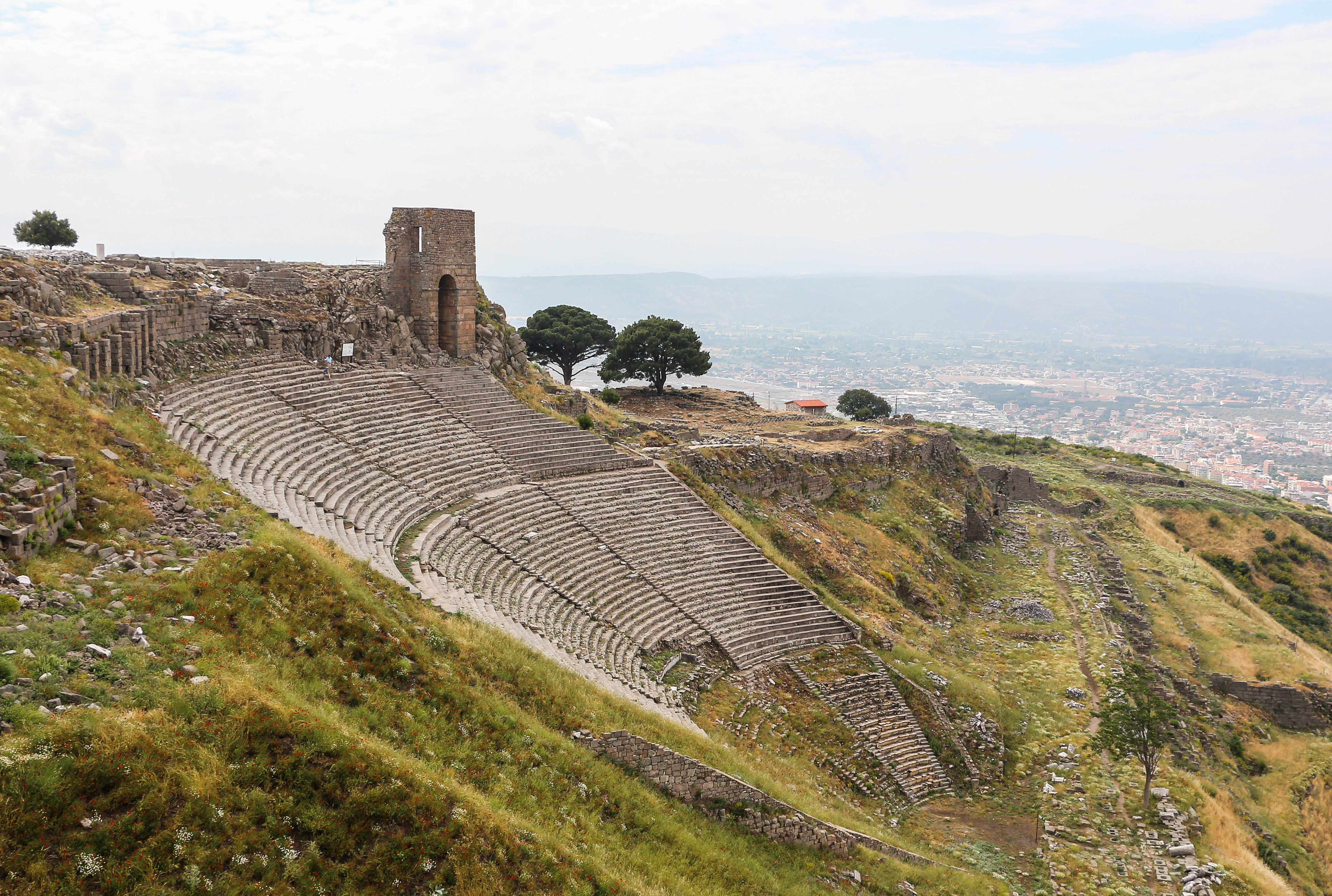
« Théâtres de Hiérapolis, de Stratonicée, de Pergame, d'Éphèse. Maintenant que tombe le soir, tu y repenses, et ces théâtres ne te semblent plus que coquillages aux mains des enfants. » (Georges Séféris, Journal, 23 Octobre 1950).

De retour à Athènes, en décembre 1946, Séféris prononce au British Council une conférence sur « Cavafis - Eliot, parallèles », constatant une fois encore qu'il suscite l'incompréhension parmi la critique grecque. Les mêmes invectives politiques (« un Niagara d'ordures », dit-il) accueillent l'attribution du prix Palamás qu'il reçoit en février 1947 pour sa poésie. Au début de 1948, il reçoit l'affectation de conseiller d'ambassade pour le poste d'Ankara ; durant les deux années passées en Turquie, il engage une importante réflexion sur la civilisation byzantine qui va nourrir sa conception de l'hellénisme. Il étudie particulièrement les églises de Constantinople et les églises rupestres de Cappadoce, visitant Bursa et Olympe de Bithynie, cherchant quel legs l'Empire grec d'Orient a laissé à l'hellénisme, et méditant sur la catastrophe linguistique et culturelle que représentent la prise de Constantinople, puis celle de la Crète du Siècle d'or en 1669. En janvier 1950, il est éprouvé par le décès d'Anghélos, son frère cadet, mort à Monterey en Californie ; il lui consacrera une plaquette sous le titre de Stèle. À l'occasion d'un voyage privé en Asie mineure, en juin 1950, Séféris visite le sanctuaire de Zeus à Labraunda où les fouilles archéologiques sont conduites à cette époque par son ami, Axel Waldemar Persson puis il revient sur les lieux de son enfance. Dans la désolation de Skala, à Smyrne jonchée des débris calcinés et des cendres de l'incendie de 1922, devant le port englouti d'Éphèse et la tristesse des ruines d'Asie Mineure, en ces lieux où « s'est jouée une tragédie sans conclusion car elle ne connaîtra jamais de catharsis », il note dans son Journal la poignante émotion qui l'étreint : « Ah ! échapper à cet étau de mort qui me poursuit depuis tant de jours ! ».
Après un bref séjour à Athènes, en janvier 1951, il est nommé en mars conseiller d'ambassade de Grèce à Londres où il occupe ce poste jusqu'en novembre 1952, et où il rencontre T.S. Eliot à quatre reprises. En décembre 1952, Séféris est nommé ambassadeur itinérant de Grèce en Iraq, en Syrie, en Jordanie et au Liban, avec résidence à Beyrouth. Il visite les sites archéologiques de Babylone, Palmyre, Baalbeck et surtout la vaste plaine de Séleucie du Tigre où s'élevait jadis l'une des plus importantes cités du monde antique, et qui fut un creuset de civilisation entre Orient et Occident. À Beyrouth, il se lie d'amitié avec Gaëtan Picon. À l'automne 1953, il se rend à  Chypre qui, dit-il « lui a donné un état de grâce » et où « le miracle est toujours à l'œuvre ». Comme Skala, le port de son enfance, l'île de Chypre offre à la sensibilité de Séféris un monde à taille humaine enraciné dans une culture et des traditions vivantes, et où la mémoire du passé informe le présent. C'est cette grécité exemplaire et miraculeuse qui a inspiré à Séféris plusieurs poèmes, entre autres le lumineux Ayanapa et l'évocation d’Engomi, souvenir d'une visite du poète, en novembre 1953, à ce site archéologique chypriote où se déroulaient des fouilles. Cependant, la brûlante question chypriote suscite aussi chez le diplomate qu'est Séféris de graves préoccupations ; il rencontre Mgr. Makarios alors que les attentats et les exécutions se multiplient sur l'île, qui souhaite son rattachement à la Grèce. Séféris fustige dans son Journal le cynisme de la realpolitik britannique au moment où Mgr. Makarios est déporté sur les îles Seychelles, en mars 1956, et où commencent les exécutions collectives, tortures et pendaisons ordonnées par sir John Harding, gouverneur de Chypre. Deux de ses poèmes, Hélène et Salamine de Chypre, lancent un appel aux Anglais.

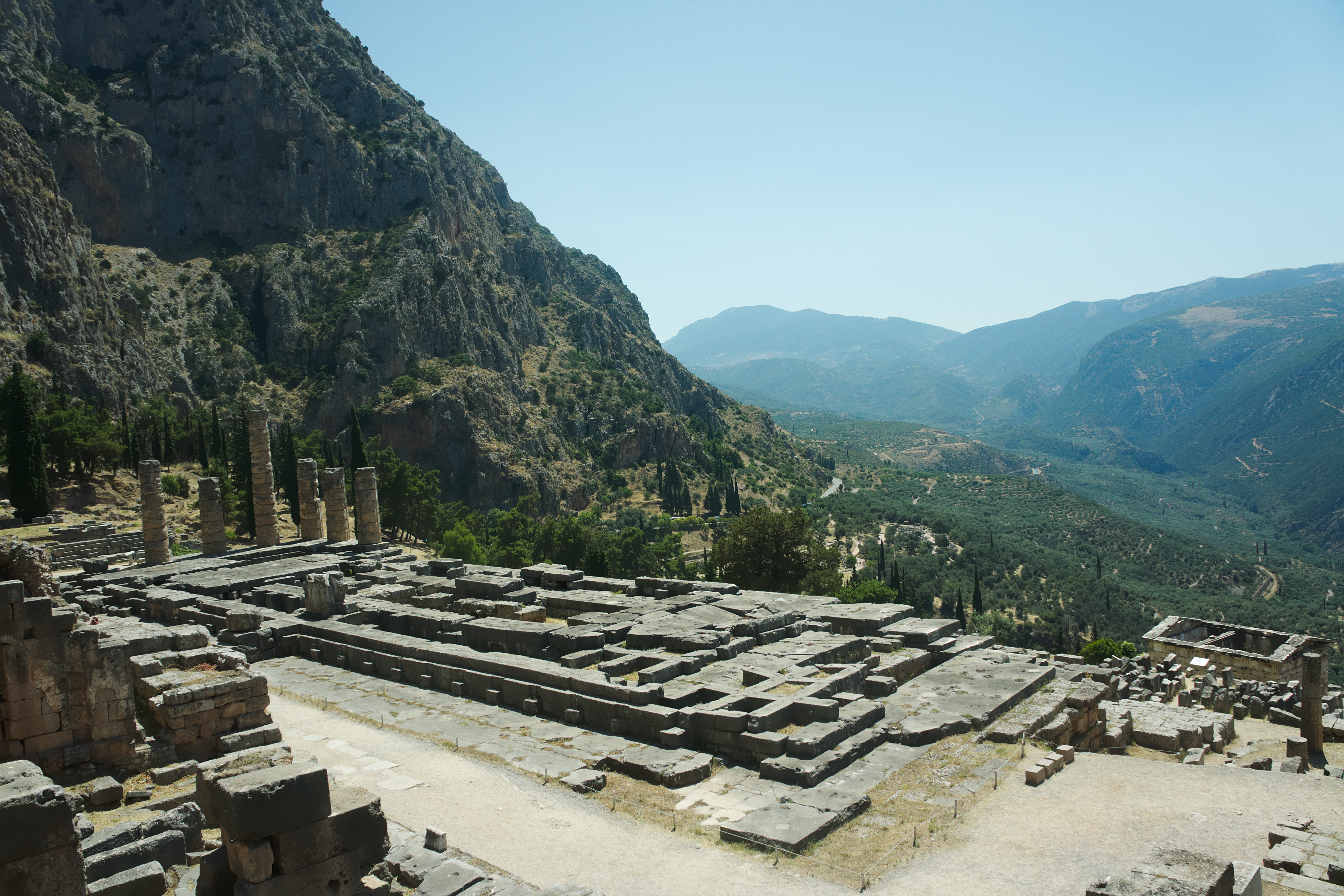
Si le site de Delphes vibre d'un rayonnement intérieur, c'est sans doute qu'il n'en est aucun autre qui ait été aussi puissamment pétri par l'action conjuguée des forces obscures et de la lumière absolue. (Georges Séféris, « Delphes », Essais.)

 En juin 1956, Séféris est nommé Directeur du Deuxième Bureau des Affaires politiques au Ministère des Affaires étrangères, concernant le problème chypriote et les affaires européennes. Il s'investit totalement dans cette mission qui répond à ses vœux et ne ménage pas ses efforts pour favoriser une solution : en janvier et février 1957, il se rend à New-York où il expose la position grecque sur Chypre à l'O.N.U. À cette occasion, il rencontre Saint-John Perse avec lequel il débat des questions de la langue, de l'exil et de la poésie.
En mai 1957, il est nommé ambassadeur de Grèce à Londres, dernier poste de sa carrière. Il suit de près les négociations qui aboutissent aux accords de Zurich et de Londres en 1959-1960, un traité de garantie officialisant ensuite l'indépendance de la république de Chypre. À Londres, où son œuvre poétique est à présent traduite et appréciée, Séféris rencontre beaucoup de grands écrivains : il assiste au déjeuner donné au King's College en l'honneur du quatre-vingtième anniversaire du critique et romancier E. M. Forster, en 1959 ; il a plusieurs conversations avec son ami T.S.Eliot ainsi qu'avec Yves Bonnefoy ; il est sollicité par la BBC pour des causeries ; l'université de Cambridge lui décerne en janvier 1960 le titre de docteur honoris causa ès lettres, et en mars 1961, il reçoit le très important prix William Foyle. Ses poèmes sont à présent traduits dans plusieurs langues européennes. En 1960, la Grèce célèbre l'année Andréas Calvos : à la demande du gouvernement grec, Séféris s'attache à retrouver la sépulture de ce poète romantique, mort en 1869 à Louth dans la province anglaise, il inaugure dans cette petite ville un monument en sa mémoire, et fait rapatrier ses cendres sur l'île de Zante. Il passe ses vacances d'août 1961 en Grèce, visitant Amorgós et Delphes qui lui inspire un important essai, méditation sur le dialogue avec les ruines.

### La reconnaissance internationale (1963-1971)
Il prend sa retraite en 1962 pour retourner à Athènes et s'y consacrer entièrement à son œuvre littéraire. Il a alors la joie de recevoir un hommage de ses amis de la génération de 1930, sous la forme d'un recueil d'études de vingt-trois lettrés grecs, publié à l'initiative de Georges P. Savidis, et intitulé : Sur Séféris, Hommage rendu pour les trente ans de “Strophi”. Il s'est installé définitivement dans une maison située derrière le stade antique, au 20 de la rue Agras. Un an plus tard, en octobre 1963, il reçoit le Prix Nobel de littérature « pour son exceptionnel lyrisme, inspiré par un profond sentiment de l'hellénisme ». Le 11 décembre 1963, il prononce en français son allocution de réception du prix Nobel, intitulée « Quelques points de la tradition grecque moderne », où il présente le cortège des poètes-phares qui l'ont précédé dans le combat pour la langue grecque et termine en exprimant sa solidarité avec le peuple grec. Ce prix Nobel apporte pour la première fois une consécration internationale d'importance à l'hellénisme tel que Séféris le conçoit, c'est-à-dire à un humanisme, jeune de ses trois mille ans d'existence, et dépassant largement les frontières du petit pays balkanique qu'est la Grèce. Mais simultanément, Séféris connaît le chagrin de la grécité : il s'inquiète de la dégradation spirituelle de la Grèce, et d'une société « affligée jusqu'à la barbarie par ses hochets techniques et son comportement de somnambule, et qui, sans doute parce qu'elle est privée de véritables saints, voit fleurir les astrologues ». En avril 1964, il est fait docteur honoris causa de la Faculté des lettres de Thessalonique, grâce à l'initiative du professeur Línos Polítis ; Séféris prononce à cette occasion un important discours dans lequel il s'alarme de la situation de la langue grecque dans un « univers qui semble vouloir faire de nous les pensionnaires d'une auberge planétaire », et il pose la question cruciale : « Allons-nous renier notre mémoire collective ? Allons-nous accepter de devenir des déshérités ? ». En septembre de la même année, il prononce, au congrès du Pen Club à Barcelone, une conférence sur le livre par rapport à la poésie vue et non plus seulement entendue. Il publie sa traduction en grec moderne de Meurtre dans la cathédrale de T.S.Eliot. Il est fait docteur honoris causa de l'université d'Oxford, et en juin 1965, de l’université de Princeton. L’année suivante, il devient membre d'honneur de l’American Academy of Arts and Sciences. Il rencontre Ezra Pound à Athènes. En décembre 1966, il publie une transcription en grec démotique de l’Apocalypse et le recueil Trois poèmes secrets sort de l’atelier d’imprimerie de l’Institut français d'Athènes.

Mais le climat politique délétère qui règne alors en Grèce plonge Séféris dans le désespoir : « Le dégoût que j'éprouve pour les mœurs partisanes grecques est indicible », note-t-il dans son Journal. Le coup d’État des colonels, le 21 avril 1967, impose une sévère censure ; puisque la liberté est bâillonnée, Séféris décide de s'imposer le silence : il retire de l'imprimerie deux livres en préparation, et en décembre il décline le poste prestigieux de la chaire « Charles Eliot Norton » à l’université Harvard. « Lorsqu'on n’a pas la liberté d’expression dans son propre pays, on ne la trouve nulle part au monde. […] Je veux demeurer auprès de mon peuple pour partager les aléas de son destin », écrit-il au doyen de cette université. Il effectue plusieurs voyages à l’étranger, en Suisse, en Italie en compagnie de l'éditeur Enzo Crea, et à partir d’octobre 1968, il séjourne trois mois aux États-Unis, principalement à Princeton comme membre du prestigieux Institute for Advanced Study, où il s'entretient avec le professeur Edmund Keeley, et à Cambridge. Le 29 mars 1969, il fait une retentissante déclaration publique contre la dictature : « Toutes les valeurs spirituelles que nous sommes parvenus à garder vivantes, au prix de mille peines, vont se trouver englouties dans ce cloaque bourbeux », écrit-il. L'opposition des intellectuels grecs parvient en 1970 à faire paraître Dix-huit Textes, recueil collectif dans lequel figure le poème de Séféris, intitulé Les Chats de saint-Nicolas. L’université de Padoue fait circuler en 1970 un texte d’Hommage à Séféris dédié au « maître en art et en droiture de vie ». Son dernier poème, Sur les genêts épineux, daté du 31 mars 1971, est une charge violente inspirée par un passage de Platon sur le châtiment des grands criminels, mais qui vise, dans une allusion transparente, la dictature des colonels et Geórgios Papadópoulos alors au pouvoir ; il paraîtra dans le journal To Vima quelques mois plus tard. Car, gravement malade, Séféris doit être hospitalisé en juillet à l’hôpital Évanghélismos pour être opéré du duodenum. Il meurt de complications post-opératoires le 20 septembre 1971. Le 22 septembre, une foule énorme suit le cortège funèbre du poète, depuis l'église de la Transfiguration-du-Sauveur dans Plaka jusqu'au premier cimetière d'Athènes, tandis que des étudiants reprennent en chœur la chanson, alors interdite, sur la musique de Mikis Théodorakis et les vers de Séféris  : 

« Encore un peu
Et nous verrons les amandiers fleurir »

— Mythologie (Poème XXIII).

## La poétique: modernité et dépouillement
Georges Séféris, lecteur éclectique dans les trois langues vivantes qu'il maîtrisait, a nourri sa réflexion d'une vaste culture européenne dont témoignent ses nombreux Essais et ses conférences ; son œuvre poétique contient l'écho discret de ses lectures et des influences qu'il a subies. Faisant en toutes choses le choix de la modernité, Séféris a choisi d'écrire dans la langue populaire, le grec démotique, à une époque où la langue grecque savante s'imposait encore en littérature.

### Essais et conférences
Prenant le mot essai « exactement dans le sens de Montaigne : le témoignage ou la trace d'un homme qui s'essaye », et non dans le sens de l'anglais : essay, Georges Séféris inaugure en Grèce une nouvelle critique, récusant tout dogmatisme, et revendiquant à la manière de Baudelaire, une subjectivité faite de sensibilité et de goût. Ses principes reposent sur un savoir approfondi, une longue familiarité avec l'œuvre analysée, mais loin de toute érudition accablante et de tout dogmatisme. La critique de Séféris s'attache à étudier dans l'œuvre le langage, les valeurs esthétiques et les moyens utilisés par l'auteur pour surmonter les obstacles dans son effort de création. Les thèmes privilégiés en sont une analyse des composantes de l'hellénisme, au premier rang desquelles se trouve la langue grecque, une réflexion sur la relation entre la Grèce et l'Occident, et sur une poétique de la grécité, souci permanent de toute la vie de Séféris. 

Ces essais ont fondé en Grèce une critique littéraire digne de ce nom en ouvrant des perspectives neuves sur l'histoire littéraire grecque et même sur certains grands écrivains. Ainsi, dès 1936, Séféris s'est livré à l'étude de l'œuvre critique et poétique de T. S. Eliot, en qui il a reconnu un esprit frère, et qu'il contribue à faire connaître en France par sa traduction de La Terre vaine et de certains Poèmes d'Ariel. Il réhabilite également la Renaissance des Paléologues et des œuvres méconnues comme Erotókritos et les Mémoires de Yánnis Makriyánnis. Et parce que « le poète habite sa langue » selon le mot de Hölderlin, Georges Séféris peut renouveler la perspective sur Dionýsios Solomós, Andreas Calvos et Constantin Cavafy, « ces trois grands poètes grecs qui ne savaient pas le grec », écrit-il, puisqu'en effet le grec fut pour eux appris ou réappris.

### Poésie
Georges Séféris fait figure, dans l’histoire de la poésie néo-hellénique, de « précurseur et d’initiateur », tant il a su en renouveler l’inspiration, la sensibilité et les idées.

#### La langue
Simplicité, dépouillement, unité

En matière de langue poétique, la tradition littéraire ouverte par Dionýsios Solomós, au début du XIXe siècle, au moment où s’est construite la nation hellénique, s’est perpétuée : la langue poétique est fondée sur le grec démotique parlé et sur la langue des chansons populaires. Séféris continue lui aussi dans la voie tracée par la grande majorité des poètes de la Grèce moderne. Sa langue, aisément accessible, est marquée par une grande simplicité des moyens d’expression, qui contraste avec la profondeur de la pensée : convaincu que la première tâche d'un poète est de viser au dépouillement de son style, Séféris, en réaction aux longs développements rhétoriques de Palamás et d'Ángelos Sikelianós, n'aura de cesse de prôner une langue sobre et juste, dans une extrême économie de moyens ; c'est ce que résume la formule : « Le poète, un vide » (en grec moderne : ὁ ποιητὴς ἕνα κενό). 

« Je ne demande rien d'autre que de parler simplement, que cette grâce me soit accordée. 
Notre chant, nous l'avons surchargé de tant de musiques
 Qu'il s'est englouti peu à peu,
Et nous avons tellement enjolivé notre art
 Que son visage s'est noyé dans les dorures. »

— Un vieillard sur le bord du fleuve (Journal de bord II)
 Son expression, concise et naturelle, se concentre dans des limites aussi mesurées que possible, en évitant les périodes et toute surabondance de style : l’art de Séféris réside dans le choix des mots et dans leur association. En dépit des symboles, son expression revêt ainsi un caractère immédiatement saisissable. Enfin, cette langue possède une parfaite unité : ayant atteint tout de suite sa maturité, elle n’a subi aucune évolution entre les premiers poèmes et les derniers.
Syntaxe
En ce qui concerne la syntaxe, Séféris recourt fréquemment à la phrase nominale et privilégie la coordination de préférence à la subordination, deux ressources de la langue démotique commune. La phrase nominale lui permet de fixer une attitude remarquable d’un personnage ou le caractère permanent d’un être ou d’un objet. La coordination répond au besoin d’une notation directe des impressions, de même que les phrases courtes ou les vers brefs.
Vocabulaire
Séféris utilise presque constamment le lexique de la littérature populaire orale ou du parler quotidien des gens du peuple, dont il tire le pittoresque, la couleur et l’harmonie. Des chansons populaires et des chants klephtiques, il reprend certains thèmes comme celui de l’exil, de l’héroïsme, de la mort et de la passion amoureuse. Ce vocabulaire est mis au service d’associations d’impressions sensorielles et d’images expressives pour évoquer par exemple « le sourire de la mer », « la mer vitre émiettée » ou le bruissement des vagues : « comme la voix humaine de la mer nocturne sur les galets ». Seuls un très petit nombre de mots composés sont dus à la création originale du poète : par exemple dans l’expression ὁ πόλεμος ψυχαμοιβός, « Arès changeur d’âmes », l’épithète est calquée sur χρυσαμοιβός qui caractérise le dieu de la guerre, Arès, dans l’Agamemnon d’Eschyle,.
Images

Les nombreuses images et comparaisons revêtent une grande force d’évocation, ainsi dans les expressions « la caresse silencieuse du brouillard », « le levain de l’amertume » ou « sur les franges du rêve ». Dans le poème La citerne, Séféris évoque ainsi la violence du vent : 
« καὶ πάλι αὐτὸς ὁ ἀγέρας ἀκονίζει
πάνω στὰ νεῦρα μας ἓνα ξυράφι »
« Et de nouveau ce vent aiguise

sur nos nerfs la lame d’un rasoir. »
 Certaines images sont plus complexes, associant une impression visuelle, une impression de mouvement et une couleur : « Je vois les arbres respirer la sombre sérénité des morts. ». Séféris excelle en effet dans l’expression des impressions sensorielles qui servent souvent à traduire des états sentimentaux ou des notions abstraites : 

« Ton sang se glaçait parfois comme la lune
dans la nuit inépuisable ton sang déployait ses ailes blanches
sur les rochers noirs, les contours des arbres et les maisons
avec un lambeau de lumière de nos années d’enfance. »

 Ce sont le plus souvent des contrastes de lumière et d’ombre et des contrastes de couleurs que note le poète, empruntant généralement son inspiration aux éléments de la nature et particulièrement de la mer. La pensée humaine, dans la pleine lumière de la conscience ou dans les ombres du sommeil et du rêve, est ainsi associée aux éléments du paysage grec, la nature jouant le rôle d’éveil et d’activité de la conscience.

#### L’expression de l’universel
Georges Séféris a été influencé à ses débuts, par la poésie pure de Paul Valéry, plus tard par Constantin Cavafy et Ezra Pound. Une de ses principales sources d’inspiration, tout au long de sa vie, a été l’Odyssée d’Homère.

Très tôt il abandonne le lyrisme, par crainte de tomber dans le culte du moi ; le nécessaire effacement du moi impose alors d'adopter divers procédés de distanciation, tantôt la seconde personne du singulier, « tu », ou la première personne du pluriel, « nous », tantôt l'identification avec un personnage de l'Antiquité grecque ou des personnages de fiction : dès 1928, il se réfugie derrière Matthias Pascal, personnage créé par Pirandello, ou encore Stratis le marin, concédant : « Stratis a beaucoup de moi mais il n'est pas autobiographique ». Ces modes d'expression donnent au poète certaines libertés : une ironie légère, la possibilité de transgresser un interdit moral, et surtout, l'accès à l'universel intemporel, hors de la contingence, même lorsque le fait concret est ancré dans le vécu. Son matériel poétique comprend habituellement des statues, marbres et « pierres » réellement vues sur des sites ainsi que des objets concrets, tels la citerne, « le signe par excellence, pour Séféris, où la suffisance et le manque se marquent admirablement l'un par l'autre » : 

« Nous n'avons pas de sources
Quelques citernes seules, vides aussi ; 
Elles résonnent et pour nous sont objets d'adoration.
Un son mort et vacant, semblable à notre solitude,
Semblable à notre amour, semblable à nos corps. »

— Mythologie (Poème X)

#### L’Histoire et le mythe
Dans cette œuvre qui se veut non pas « divertissement isolé mais fusion avec les autres », en écho à la tragédie de son époque et aux drames vécus par la Grèce, Séféris essaie surtout de combiner ses propres expériences avec l’Histoire et le mythe, notamment pour montrer la permanence de la personnalité humaine à travers les siècles. À une époque où les anciens mythes se sont effondrés, le mythe chez Georges Séféris est ainsi constitué de certains évènements de l'Histoire ou de la mémoire historique qui se mêlent dans la conscience collective et abolissent la dimension temporelle : le recueil Mythologie témoigne de cette transformation de l'Histoire en mythe. Dans cette recherche d'un mythe vivant, Séféris a donné la préférence aux mythes de l'antiquité grecque : souvent le texte antique en grec ancien d’Homère ou d’Eschyle figure en exergue d’un poème avant d’être utilisé dans le développement de ce poème. Selon le mot du critique grec Karandonis, « la mythologie de Séféris, mince, allusive et elliptique, sorte de narration allégorique, s'arrête à peine ébauchée ». Quelques personnages littéraires apparaissent ainsi discrètement, chargés d'un sens symbolique, comme Adonis, Elpénor, le roi d'Asiné, Ulysse, Andromède, Astyanax ou Ardiée de Pamphylie ; si le Christ et toute la thématique chrétienne sont absents de l'œuvre de Séféris, c'est que ceux-ci avaient rempli l'œuvre d'Ángelos Sikelianós et de Varnalis et continuaient à nourrir la poésie de leurs disciples. Simultanément, le discours suit le mouvement d'un monologue dramatique, ce qui souligne la qualité orale de cette poésie, qualité essentielle pour Séféris selon qui « une poésie qui n'exige pas la voix est de la mauvaise poésie ».
Selon Michel Volkovitch[réf. nécessaire], on ne peut guère être plus grec que ce cosmopolite imprégné de culture anglaise et française. Le sujet de sa poésie, ce n’est pas lui-même, mais les Grecs et la Grèce. Un poème de lui, c’est bien souvent, à l’occasion d’une lecture, d’un événement ou de la visite d’un lieu, la rencontre du passé grec antique et de l’actualité du temps.
Un demi-siècle après sa mort, l'intégrale de sa poésie est publiée en français par Michel Volkovitch aux éditions du Miel des anges.

## Œuvres
- Strophe — Στροφή (1931)
- La Citerne — Στέρνα (1932)
- Mythologie — Μυθιστόρημα (1935)
- Cahier d'études — Τετράδιο Γυμνασμάτων (1940)
- Journal de bord I — Ημερολόγιο Καταστρώματος A' (1940)
- Journal de bord II (1944)
- Journal 1945-1951, traduit du grec par Loránd Gáspár, Mercure de France (1973)
- La Grive — Κίχλη (1947)
- Trois jours dans les églises rupestres de Cappadoce (1953) Institut français d'Athènes.
- Journal de bord III (1955)
- Poèmes, traduits du grec moderne par Jacques Lacarrière et Égérie Mavraki, préface d'Yves Bonnefoy, Mercure de France (1963), 168 pages.
- Trois poèmes secrets (1966) — Τρία κρυφά ποιήματα, traductions d'Yves Bonnefoy et de Lorand Gaspar, édition bilingue, Mercure de France (1970)
- Essais, Hellénisme et création, traduit du grec par Denis Kohler, Mercure de France (1987)  (ISBN 2-7152-1471-5)
- Poèmes, suivi de Trois poèmes secrets, préface d'Yves Bonnefoy, collection Poésie/Gallimard (1988)  (ISBN 2-07-032529-6)
- Six nuits sur l’Acropole, traduit du grec par Gilles Ortlieb, Le Bruit du temps (2013)
- Επί Ασπαλάθων, Sur les genêts épineux (1971)[124]
- Journées 1925-1944, traduit du grec et préfacé par Gilles Ortlieb, Le Bruit du temps (2021)
- Les Poèmes, traduit du grec par Michel Volkovitch, éditions du Miel des anges, 2023,  (ISBN 978-2-494343-02-3)